# Novoměstský křehovětvec
Novoměstský křehovětvec je památný strom rostoucí v Novém Městě pod Smrkem, sídle na severu České republiky, ve Frýdlantském výběžku Libereckého kraje.

## Poloha a historie
Strom roste v západní části města, ve Švermově ulici, u místní železniční stanice. V těsném sousedství se nachází objekt modlitebny Jednoty bratrské, ve které sídlí její tamní sbor a sbor Nevo Dživipen. Současně zde stojí rovněž budova domu s pečovatelskou službou. Křehovětvec pochází ze severní Ameriky. V Nové Městě pod Smrkem byl strom vysazen po první světové válce v době, kdy se roku 1919 pod názvem Apollo otevíralo zdejší kino, jehož objekt využívají sbory Jednoty bratrské. O prohlášení stromu za památný rozhodl městský úřad v Novém Městě pod Smrkem svým dokumentem z 5. listopadu 2012, ve kterém označuje křehovětvec za jedinečný exemplář v rámci Libereckého kraje, oceňuje vzrůst stromu a označuje jej za zajímavou a raritní dominantu obce. Právní účinnost rozhodnutí nabylo 23. listopadu 2012.

## Popis
Chráněný strom je křehovětvec žlutý (Cladrastis lutea) je 9 metrů vysoký a obvod jeho kmene dosahuje 234 centimetrů. V jeho kolí je vyhlášeno ochranné pásmo mající tvar kruhu o poloměru 7 metrů, přičemž na straně k vozovce Švermovy ulice má vyhlášené pásmo podobu kruhové úseče o čtyřmetrovém poloměru.